# Banda Sinfônica do Estado de São Paulo
A Banda Sinfônica do Estado de São Paulo era uma formação musical em que predominam instrumentos de sopro e percussão, com piano e contrabaixos. Formada por 82 músicos, dedicava-se à difusão da música de concerto e ao incentivo de novas composições e arranjos para esta formação instrumental.

## História
Criada em 1989, como um dos corpos estáveis da Secretaria de Estado da Cultura, a Banda Sinfônica do Estado de São Paulo foi considerada um dos principais grupos sinfônicos do país e, em 1997, conquistou reconhecimento internacional após participar da 8º Conferência da WASBE (World Association for Symphonic Bands and Ensembles), na Áustria.
A Banda Sinfônica tinha como papel principal a divulgação e a criação do repertório original, e como característica essencial a versatilidade, produzindo concertos sinfônicos e populares, além de espetáculos diversos como balé, cinema, ópera, teatro e dança.
O seu Projeto de Incentivo à Criação Musical Brasileira, já em seu primeiro ano, 1990, ganhou notoriedade com a estréia de obras encomendadas a compositores brasileiros como Ronaldo Miranda (Suite Tropical), Mário Ficarelli (Sinfonia para Instrumentos de Sopro), Lelo Nazário (Limite - para sons eletrônicos, banda sinfônica e percussão) e Amaral Vieira (Magnificat - para mezzo-soprano, coro misto e duas bandas sinfônicas), reunindo em seu contexto as mais variadas tendências estéticas. Na sequência, outros nomes do cenário musical brasileiro foram sendo integrados ao Projeto, tendo como critério não a familiaridade com a música para banda mas pelo domínio da escrita sinfônica do ponto de visto estético-musical. Surgiram daí os compositores Luiz Carlos Csekö (Songs of Oblivion n. 4), Harry Crowl (Sinfonia 1990 - Concerto Harmônico), Daniel Havens (Festival Overture e Harpia) e novamente Amaral Vieira (Fantasia Coral "In Nativitate Domini" para piano obligato, órgao, harpa, mezzo-soprano, coro misto e duas bandas sinfônicas). Já assimilado como uma conduta normal na trajetória do grupo, o Projeto seguiu com encomendas mais espaçadas, mas sem perder o seu vigor. Roberto Sion (Quadrante para saxofones e banda sinfônica), Achille Picchi (Solfieri - poema sinfônico baseado em "A Noite na Taverna" de Álvares de Azevedo) e Edmundo Villani-Côrtes (Sonho Infantil - Rapsódia Brasileira, A 3ª Visão - Concerto para Piano e Banda Sinfônica) fecharam o primeiro ciclo de encomendas. Até o ano 2000 sucederam-se várias outras estreias, estas para atender concertos temáticos da programação, como Daniel Havens (Fantasia - para quarteto de trombones e wind-ensemble, Concertino - para quinteto de sopros e banda sinfônica), Edmundo Villani-Côrtes (Frevata - para quarteto de trombones e banda sinfônica e "QOM-Fusion" - Concertante Breve para jazz-quinteto e banda sinfônica), Cyro Pereira (Rapsódia Latina), Almeida Prado (Cartas Celestes n. 7 "Constelações Zodiacais" - para dois pianos e banda sinfônica), Marlos Nobre (Chacona Amazônica) e André Mehmari (Enigmas - para contrabaixo solo e banda sinfônica). 
Abrindo novos caminhos e utilizando linguagens estéticas diferenciadas, o grupo executava obras que remetiam ao cinema, às artes plásticas e circenses, à dança e ao teatro, quebrando as fronteiras invisíveis entre o erudito e o popular. Parte deste trabalho está gravado nos CDs Suíte Tropical (2003) e Fantasia Amazônica (2004).
Em setembro de 2006, estreou a ópera de Ronaldo Miranda, A Tempestade, com libreto do próprio compositor, baseado na peça The Tempest de William Shakespeare, sob regência e direção musical de Abel Rocha, no Theatro São Pedro de São Paulo.
Composta por 82 instrumentistas, o grupo já foi dirigido pelos maestros Roberto Farias (autor do projeto de profissionalização e seu diretor artístico de 1989 a 2000), Daniel Havens (2001 a 2003) e Abel Rocha (2004 a 2009); ao final da carreira, a direção artística e regência titular era do maestro Marcos Sadao Shirakawa (desde 2010), foi coordenada pelo Instituto Pensarte, Organização Social ligada à Secretaria de Estado da Cultura.

## Cronologia
1989 – Em outubro, a Banda Sinfônica do Estado de São Paulo é criada pela Secretaria de Estado da Cultura, após processo seletivo, para atuar como um dos corpos profissionais de difusão da música de concerto – ao lado Orquestra Jazz Sinfônica e da Orquestra Sinfônica do Estado de São Paulo. Inicia suas atividades artísticas sob a direção e regência do maestro Roberto Farias.
1990 – A Banda Sinfônica nasce com uma formação instrumental inspirada em modelos consagrados como a American Wind Symphony, a Tokyo Kosei Wind Orchestra e o Royal Conservatory de Amsterdam. Em 16 de março, apresenta-se no primeiro aniversário do Memorial da América Latina. Neste ano, dá início ao projeto de estreais mundiais de obras encomendadas a compositores brasileiros e estrangeiros.
1991 – Além dos concertos de sua temporada anual, realizados em diversos teatros de São Paulo e, principalmente, no Auditório Simón Bolívar, do Memorial da América Latina, apresenta-se com o pianista Arthur Moreira Lima na Semana Guiomar Novaes, em São João da Boa Vista.
1992 – Estreia da Fantasia Coral Nativitate Domini, do compositor Amaral Vieira, durante o Festival de Inverno de Campos do Jordão. Apresenta a mesma obra no Auditório Simón Bolívar, do Memorial da América Latina. Na Semana Guiomar Novaes, apresenta-se com o pianista Amilson Godoy sob a regência do maestro Julio Medaglia.
1993 – Além de sua temporada paulista e dos concertos mensais no Memorial da América Latina, o grupo, sob a regência de Roberto Farias, integra a programação da X Bienal de Música Brasileira Contemporânea, apresentando-se pela primeira vez no Theatro Municipal do Rio de Janeiro.
1997 – A Banda Sinfônica do Estado de São Paulo segue com sua temporada de concertos e participa da 8ª. Conferência WASBE (World Association for Symphonic Bands and Ensembles), na Áustria. O convite e o espetáculo trouxeram ao grupo reconhecimento internacional e o consolidou como um dos principais grupos sinfônicos do Brasil.
2000 – O regente e consagrado trompista norte-americano Daniel Richard Havens é convidado para assumir a Direção Artística da Banda Sinfônica do Estado, imprimindo sua nova filosofia de trabalho. Segue a série de concertos mensais no Memorial da América Latina, com um público cada vez mais numeroso.
2001 – No início da temporada, a maestrina Érika Hindrikson junta-se ao grupo e assume o posto de Regente Assistente. Em setembro, estreia a obra Elegba escrita por Paulo Chagas especialmente para a Banda Sinfônica. Com regência de Wagner Polistchuk e com a participação do percussionista norte-americano John Boudler.
2003 – Gravação do CD Suíte Tropical. A peça que dá título ao disco é a primeira encomenda feita pela Banda Sinfônica a um compositor brasileiro, o carioca Ronaldo Miranda. A temporada deste ano encerra-se com a saída do maestro Daniel Havens da direção da Banda Sinfônica.
2004 – O maestro Abel Rocha assume a Direção Artística da Banda Sinfônica. Montagem do espetáculo Os Reis do Riso, em parceria com o grupo teatral Parlapatões. Com roteiro e direção de Hugo Possolo e direção musical de Abel Rocha e Miguel Briamonte, a estreia acontece no Teatro Sérgio Cardoso. Em agosto, executa sua primeira ópera: Orfeo, de Claudio Monteverdi  com Paulo Szot no papel título, em orquestração inédita. Em dezembro, o grupo lança o CD Fantasia Amazônica.
2005 – No Theatro Municipal de São Paulo estreia a cantata Carmina Burana, de Carl Orff, com a participação de Adélia Issa, Sebastião Câmara e Sebastião Teixeira. Em parceria com Os Parlapatões, apresenta a Ópera Cômica em Um Ato,   Il Campanello di Notte, com Homero Velho, Regina Elena Mesquita, Gabriela Pace, Pepes do Valle e Sérgio Weintraub. Em junho apresenta Sinfonia de uma Exposição – A Pinacoteca vai ao Cinema, no Teatro Sérgio Cardoso. Ao longo do ano, a Banda soma 29 encomendas a autores brasileiros.
2006 – Estreia A Tempestade, ópera em dois atos de Ronaldo Miranda, primeira ópera escrita originalmente para uma Banda Sinfônica. Destaque para a apresentação do pianista Jean Louis Steuerman, para a montagem de Wolfgang, com a direção cênica de Iacov Hillel e regência de Érica Hindrikson. Estreia mundial de Caminhos e Paisagens do compositor Almeida Prado, e do espetáculo Águas da Amazônia, com músicas de Philip Glass e participação do grupo Uakti.
2007 – Convidados da temporada: Gustavo Fontana, Carlos Malta e Pife Muderno, Ira Levin e Evgenia Papova. Em junho, uma apresentação experimental em homenagem a William Shakespeare reuniu o ator Celso Frateschi sob a regência de Rafael Sanz-Espert, no Teatro Cultura Artística. Repetição do espetáculo Águas da Amazônia, com músicas de Philip Glass e participação do grupo Uakti, no Theatro São Pedro.
2008 – A Cisne Negro Cia. de Dança apresenta Atmosferas, com música de André Mehmari. No mês seguinte duas óperas apresentadas no mesmo espetáculo no Theatro São Pedro: O Telefone, de Gian Carlo Menotti, e A Voz Humana, de Francis Poulenc, com Leonardo Neiva, Rosana Lamosa e Celine Imbert. Direção cênica de Caetano Vilela.
2009 – No ano em que comemora 20 anos, a Banda Sinfônica estreia sua temporada na Sala São Paulo, com a reapresentação de Carmina Burana, de Carl Orff. No Ano da França no Brasil, apresenta-se com o pianista François-Joel Thiollier e o clarinetista François Sauzeau. A pianista Cristina Ortiz interpreta a peça Momoprecoce, de Villa-Lobos, enquanto o violoncelista Antonio Meneses foi o convidado para interpretar Concerto para Violoncelo e Orquestra, de Friedrich Gulda, dentro da série de Assinaturas no Teatro Cultura Artística.
2010 – O maestro Marcos Sadao Shirakawa torna-se Diretor Artístico e Regente Titular da Banda Sinfônica do Estado de São Paulo, enquanto a maestrina Mônica Giardini assume o cargo de Regente Adjunta. Além de sua temporada regular, em novembro a Banda Sinfônica estreia na Sala São Paulo o espetáculo Rock Sinfônica, que teve roteiro musical e narração de Kid Vinil, arranjos de Alexandre Dalóia e participação do grupo Dr. Sin.
2011 – A temporada deste ano recebe convidados ilustres como o músico Alex Klein (oboé) e o maestro norte-americano Matthew John George. Em novembro, acontece a estreia de novo projeto sobre a história do rock, o concerto Rock Brasileiro, ao lado de roqueiros como Kid Vinil e Luiz Carlini, e direção artística de Pedro Vieira.
2012 – Neste ano a Banda teve como convidados os maestros Carlos Moreno, Marcelo Jardim, Wagner Polistchuck, Rosa Briceño (Venezuela) e os solistas Marc Reese (EUA), Nahin Marum. Foi reapresentado o Rock Sinfônica no Teatro Geo e no Memorial da América Latina, e o espetáculo Circo de Natal com Os Parlapatões no Auditório Ibirapuera.
2013 – Iniciou-se a série “Concertos Didáticos” na Sala São Paulo. A Banda foi o grupo residente no I Festival Música das Américas em Belém do Pará e estreou o espetáculo Samba Sinfônica. Como convidados os maestros Abel Rocha, Dario Sotelo, Gil Jardim e Felix Hauswirth (Suíça) e como solista o pianista Paulo José de Melo.
2014 – Gravado o CD comemorativo aos 25 anos da Banda com composições de: Hudson Nogueira, Fernando de Oliveira, Edson Zampronha, João Victor Bota, Luis Nani, André Mehmari e Maestro Duda.. Convidados os maestros Mallory Thompson, Laszlo Marosi, Felix Hauswirth, Rosa Briceño, e os solistas Spok, Arismar do Espírito Santo. Estreia de Os Saltimbancos. Apresentou-se com a Baden-Württemberg Youth Wind Ensemble da Alemanha. Lançamento de dois discos da Banda Sinfônica, Maxixe Urbano e Sinfonia Latina
2015 – Consolidada a série “Domingo Sinfônico” no MASP, com patrocínio da Votorantim. Maestros convidados: Abel Rocha, Jamil Maluf, Luís Gustavo Petri, Dario Sotelo, Roberto Tibiriçá. Principais espetáculos estreados no ano: Pinóquio, A Arca de Noé, a História do Tango e Stravinsky. A Banda segue com sua série vitoriosa de mais de 20 concertos gratuitos anuais no interior do Estado de São Paulo.
2016 – Em dezembro, os músicos foram informados que as atividades da banda seriam suspensas.
2017 – No dia 5 de fevereiro, a banda fez um concerto em frente ao MASP como forma de protesto pelo encerramento dos contratos dos músicos com o governo paulista. no dia 9, os músicos da banda foram demitidos.